# Franz Josef Hoop (Politiker, 1861)
Franz Josef Hoop (* 7. März 1861 in Ruggell; † 15. Januar 1925 ebenda) war ein liechtensteinischer Politiker (FBP).

## Biografie
Franz Josef Hoop war der Sohn von Johann Hoop und dessen Frau Anna Maria (geborene Hasler). Er war Bürger der Gemeinde Ruggell und arbeitete als Landwirt. Von 1885 bis 1888 gehörte er dem Gemeinderat von Ruggell an. Anschliessend war er von 1888 bis 1891 Gemeindekassier. Von 1891 bis 1894 bekleidete er erstmals das Amt des Gemeindevorstehers von Ruggell. Von 1897 bis 1900 war Hoop stellvertretender Gemeindevorsteher. Von 1900 bis 1912 war er erneut Gemeindevorsteher. Des Weiteren war er von 1916 bis 1919 Vermittler und von 1918 bis 1921 stellvertretender Gemeindevorsteher von Ruggell.
Von 1902 bis 1922 war Hoop Abgeordneter im Landtag des Fürstentums Liechtenstein. Ab 1918 vertrat er dort die Fortschrittliche Bürgerpartei, zu deren Gründungsmitglieder er zählte. Von 1903 bis 1919 war er Laienrichter bzw. Schöffe am Landgericht.
1883 heiratete er Maria Öhri. Aus der Ehe gingen fünf Kinder, unter anderem Franz Xaver Hoop, hervor.